# Paddock
För andra betydelser, se Paddock (olika betydelser).

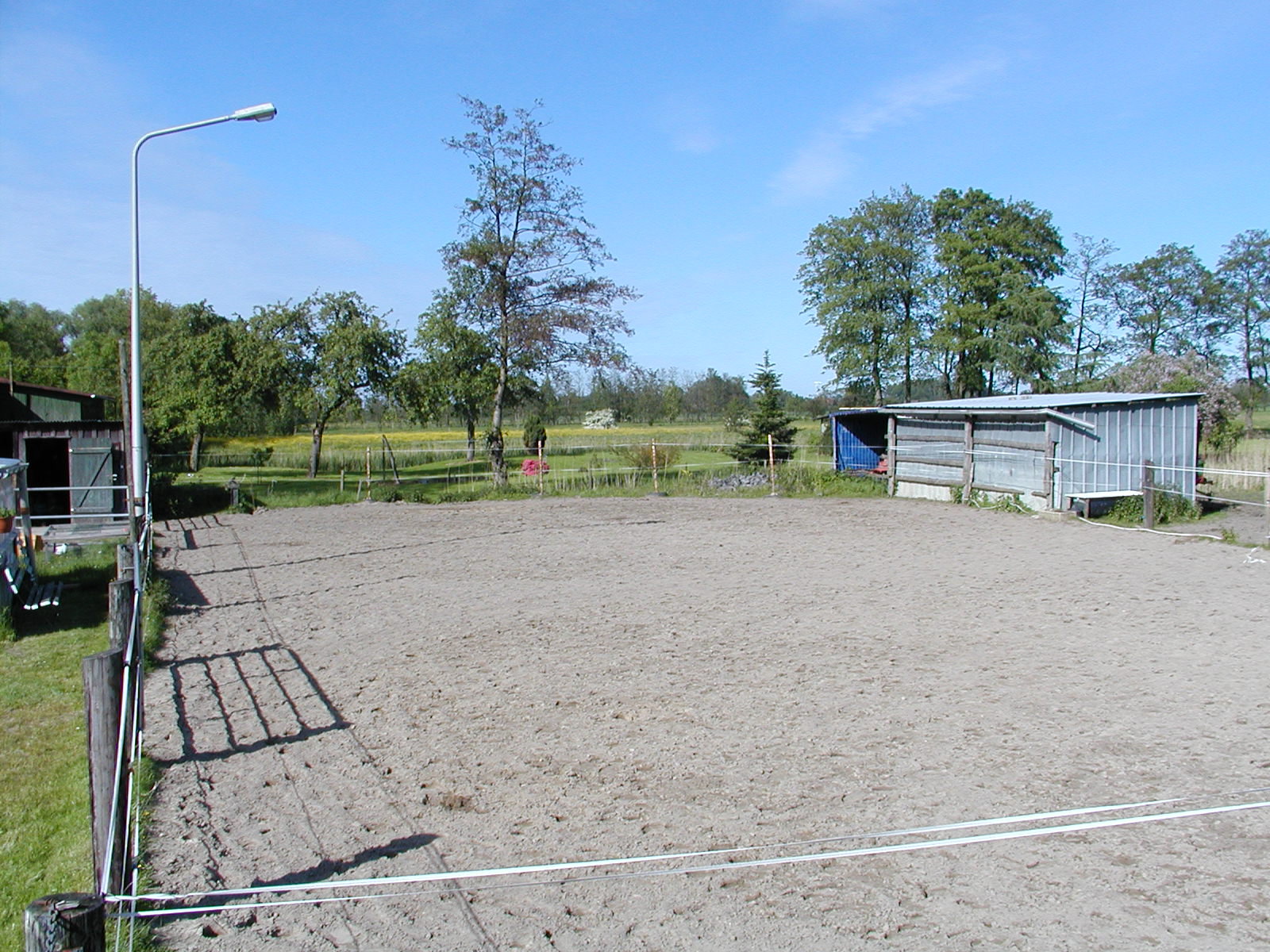
En paddock med sand som underlag

Paddock är en ridbana med sand-, grus-, fiber-, eller flisunderlag. De internationella standardmåtten är 20x40 meter men en paddock kan ha olika former och storlekar.
Vid anläggandet av en paddock måste hänsyn tas till vilket underlag marken har. Regnvatten måste ges tillfälle att rinna undan, varför markdränering eller schaktning kan bli nödvändig. Markduk är oftast nödvändig för att hindra paddockmaterialen att med tiden försvinna ner i marken.
Till de undre lagren används ofta olika former av grus, medan topplagret varierar beroende på vilken verksamhet som ska bedrivas i paddocken. Till exempel kräver hästhoppning ett mjukare topplager (underlag) än om man kör med vagn. Materialvalet är också beroende av de individuella hästarna och deras ben och hovar.
En paddock bör enligt de internationella standarderna vara inhägnad. För inhägnader krävs i allmänhet tillstånd från länsstyrelsen. Inom strandskyddat område krävs det även dispens enligt miljöbalkens 7 kapitel innan åtgärden får påbörjas.